# Stazione di Campofranco
La stazione di Campofranco è una stazione ferroviaria posta sulla linea Palermo-Agrigento. Serve il centro abitato di Campofranco.